# Michael Müller (Forstwissenschaftler)
Michael Gunter Müller (* 22. Januar 1962 in Lieberose) ist ein deutscher Forstwissenschaftler.

## Leben
Müller wuchs als Sohn eines Försters auf. Sein Vater war dagegen, dass sein Sohn ebenfalls diesen Berufsweg einschlug, da dieser in der DDR schlecht bezahlt gewesen sei, so Müller. Bis 1978 besuchte er in Jamlitz und Lieberose die Polytechnische Oberschule und durchlief anschließend bis 1981 eine Ausbildung zum Forstarbeiter und Mechanisator an einer Schule in Bad Doberan, an der er ebenfalls die Hochschulreife erlangte. 1981 schloss Müller des Weiteren eine Jagdeignungsprüfung ab. Nach dem Wehrdienst bei der Nationalen Volksarmee und einer Tätigkeit als Waldarbeiter zwischen 1981 und 1983 nahm er an der Technischen Universität Dresden, Außenstelle Tharandt, ein Studium der Forstwirtschaft auf, welches er 1988 abschloss. Danach war Müller von 1988 bis 1992 an der TU Dresden wissenschaftlicher Mitarbeiter im Bereich Forstschutz.
Von 1992 bis 1997 war er als Dezernent im Landesforstamt des Landes Brandenburg tätig, in dieser Zeit (1993) schloss er seine Doktorarbeit im Fach Forstwissenschaft ab. Zwischen 1997 und 1999 leitete Müller im Ministerium für Ernährung, Landwirtschaft und Forsten des Landes Brandenburg den Arbeitsbereich Waldbau, Waldökologie, Waldschutz, Naturschutz und Forstplanung.
Im Jahr 1999 trat er an der Fakultät Forst-, Geo- und Hydrowissenschaften der TU Dresden eine Professur für Forstschutz an. 2004 wurde Müller an der Hochschule zusätzlich Direktor des Instituts für Waldbau und Forstschutz. 2013 wurde dieses in Institut für Waldbau und Waldschutz umbenannt. Im Zuge dessen erhielt sein Lehrstuhl die veränderte Bezeichnung Professur für Waldschutz der Fachrichtung Forstwissenschaften.
Zu Müllers Forschungsgebieten zählen unter anderem die ökologische Waldbewirtschaftung und der ökologische Waldschutz, des Weiteren die Entwicklung von Verfahren zur Regulation von Insekten im Wald, darunter der Borkenkäferpopulationen, ohne Pflanzenschutzmittel einzusetzen. Ebenfalls zu seinem Arbeitsbereich gehören Themenfelder wie Waldbrände und weitere Waldschäden (beispielsweise durch Sturm und Schneefall) sowie Bejagungsstrategien für Schalenwild.